# Erica chrysocodon
Erica chrysocodon är en ljungväxtart som beskrevs av Guthrie och Bolus. Erica chrysocodon ingår i släktet klockljungssläktet, och familjen ljungväxter. Inga underarter finns listade i Catalogue of Life.

## Bildgalleri

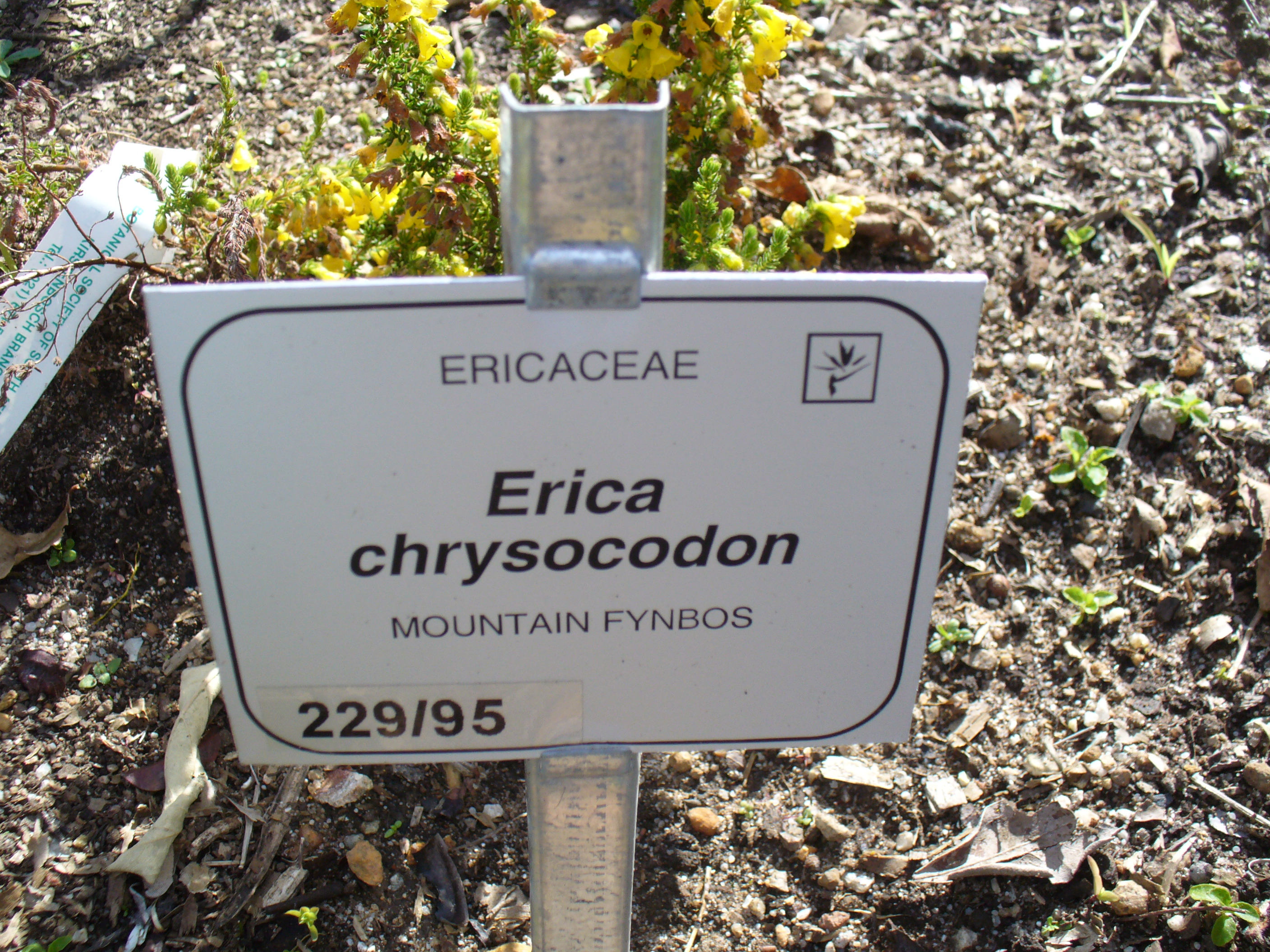